# Ковзанярський спорт на зимових Олімпійських іграх 2014 — 10000 метрів (чоловіки)
Змагання з ковзанярського спорту на дистанції 10 000 метрів серед чоловіків на зимових Олімпійських іграх 2014 пройшли 18 лютого. Місце проведення ковзанярський стадіон «Адлер-Арена». Змагання розпочалися о 17:00 за місцевим часом (UTC+4). У забігах взяли участь 14 спортсменів з 9 країн. Олімпійським чемпіоном став нідерландський ковзаняр Йорріт Бергсма, який встановив новий олімпійський рекорд — 12:44,45.

## Рекорди
|                     | Спортсмен      | Час       | Місце                    | Дата            |
| Світовий рекорд     | Свен Крамер    | 12:41,69  | Солт-Лейк-Сіті, США      | 10 березня 2007 |
| Олімпійський рекорд | Лі Син Хун     | 12:58, 55 | Ванкувер, Канада         | 23 лютого 2010  |
| Рекорд ковзанки     | Йорріт Бергсма | 12:57,69  | Адлер-Арена, Сочі, Росія | березень 2013   |

## Результати
| Місце | Пара | Доріжка | Спортсмен           | Країна         | Час         | Відставання |
| ----- | ---- | ------- | ------------------- | -------------- | ----------- | ----------- |
| 1     | 6    | O       | Йорріт Бергсма      | Нідерланди     | 12:44,45 OR |             |
| 2     | 7    | O       | Свен Крамер         | Нідерланди     | 12:49,02    | +4,57       |
| 3     | 5    | I       | Боб де Йонг         | Нідерланди     | 13:07,19    | +22,74      |
| 4     | 7    | I       | Лі Син Хун          | Південна Корея | 13:11,68    | +27,23      |
| 5     | 6    | I       | Барт Свінгс         | Бельгія        | 13:13,99    | +29,54      |
| 6     | 4    | O       | Патрік Беккерт      | Німеччина      | 13:14,26    | +29,81      |
| 7     | 2    | O       | Шейн Доббін         | Нова Зеландія  | 13:16,42    | +31,97      |
| 8     | 2    | I       | Моріц Гайсрайтер    | Німеччина      | 13:20,26    | +35,81      |
| 9     | 3    | I       | Євген Серяєв        | Росія          | 13:28,61    | +44, 16     |
| 10    | 3    | O       | Емері Леман         | США            | 13:28,67    | +44,22      |
| 11    | 1    | O       | Патрік Мік          | США            | 13:28,72    | +44,27      |
| 12    | 4    | I       | Дмитро Бабенко      | Казахстан      | 13:33,18    | +48,73      |
| 13    | 5    | O       | Олексій Баумгертнер | Німеччина      | 13:44,39    | +59,94      |
| 14    | 1    | I       | Себастьян Друшкевіч | Польща         | 13:45,31    | +1:00,86    |

- I — внутрішня доріжка, О — зовнішня доріжка.